# On (lettre)
Cette page contient des caractères spéciaux ou non latins. S’ils s’affichent mal (▯, ?, etc.), consultez la page d’aide Unicode.
Pour les articles homonymes, voir On.
On, (ონ, [on], en géorgien) est la 14e lettre de l'alphabet géorgien.

## Phonétique
On est utilisé pour représenter le son [o].
Dans la norme ISO 9984, la lettre est translittérée par « o ».

## Représentation informatique
- Unicode[1] :
  - Asomtavruli Ⴍ : U+10AD
  - Mkhedruli et nuskhuri ო : U+10DD